# حزب کنگره مردمی (سودان)
حزب کنگره مردمی (عربی: حزب المؤتمر الشعبي) سودان توسط حسن ترابی در سال ۱۹۹۹ تأسیس شد. این حزب منشعب شده از حزب کنگره ملی است اکنون به رهبری عمر البشیر حاکم می‌باشد. حسن ترابی علی‌رغم اینکه خودش از بنیان‌گذارانش است و به عنوان پدر معنوی آن حزب بحساب می‌آید ولی ترابی از مخالفین قوی دولت فعلی محسوب می‌شود.
در حالیکه دولت سودان بحران دارفور را که در حال حاضر شعله‌ور شده‌است به این حزب و کادرهای آن نسبت می‌دهد، کنگره مردمی آن را تماماً تکذیب می‌کند و دولت سودان را متهم می‌کند که علیه او شایع کرده‌است، در حالیکه حسن ترابی تلاش می‌کند شورا، آزادی، توزیع عادلانه در قدرت و ثروت را به صورت غیر متمرکز گسترش بدهد.